# Anacroneuria furfurosa
Anacroneuria furfurosa är en bäcksländeart som beskrevs av Jewett 1960. Anacroneuria furfurosa ingår i släktet Anacroneuria och familjen jättebäcksländor. Inga underarter finns listade i Catalogue of Life.